# 법정 (고구려)
법정(法定, ?~?)은 고구려의 승려이다. 610년 3월에 고구려 영양왕의 명에 따라 사신으로서 일본에 갔다.